# Woki mit deim Popo

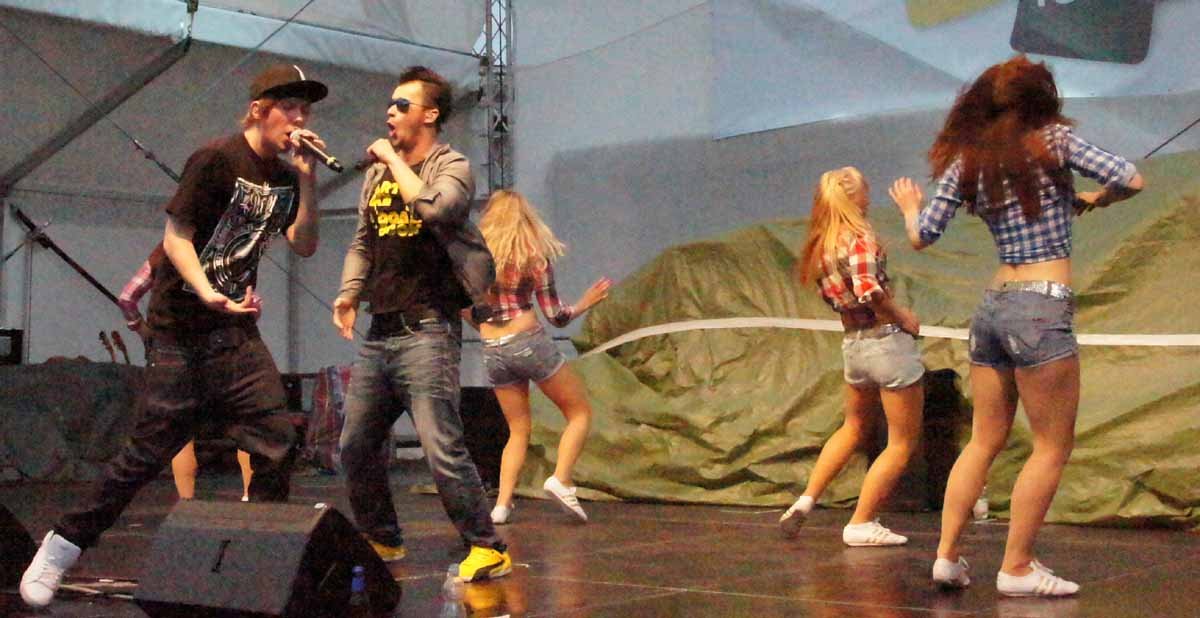
Trackshittaz mentre cantano Woki mit deim Popo a Vienna il 5 maggio 2012

Woki mit deim Popo (tedesco austriaco colloquiale per "agita il tuo culo") è un singolo del duo austriaco Trackshittaz, che rappresento l'Austria nella prima semifinale dell'Eurovision Song Contest 2012, ma non riuscì a qualificarsi per la finale. Il brano venne pubblicato in Austria attraverso il download digitale il 5 dicembre 2011 e raggiunse la seconda posizione nella classifica dei singoli austriaci.
Il testo è cantato in Mühlviertel, il dialetto dell'omonima regione dell'Alta Austria.

## Tracce
Testi di Lukas Plöchl e Manuel Hoffelner, musiche di Lukas Plöchl e Manuel Hoffelner.
1. Woki mit deim Popo – 2:57

## Classifica
| Classifica        | Massima posizione |
| ----------------- | ----------------- |
| Ö3 Austria Top 40 | 2                 |